# Liste der Kardinalskreierungen Pius’ V.
Papst Pius V. kreierte im Verlaufe seines Pontifikates folgende 21 Kardinäle:

## 6. März 1566
- Michele Bonelli OP

## 24. März 1568
- Diego Espinosa y Arévalo
- Jérôme Souchier O.Cist.
- Gianpaolo Della Chiesa
- Antonio Carafa

## 17. Mai 1570
- Marco Antonio Maffei
- Gaspar Cervantes de Gaete
- Giulio Antonio Santorio
- Pierdonato Cesi
- Carlo Grassi
- Charles d’Angennes de Rambouillet
- Felice Peretti OFM Conv.
- Giovanni Aldobrandini
- Girolamo Rusticucci
- Giulio Acquaviva d’Aragona
- Gaspar de Zúñiga y Avellaneda
- Nicolas de Pellevé
- Archangelo de’ Bianchi OP
- Paolo Burali d’Arezzo Theat.
- Vincenzo Giustiniani OP
- Gian Girolamo Albani